# Cirumput
Cirumput is een bestuurslaag in het regentschap Cianjur van de provincie West-Java, Indonesië. Cirumput telt 6545 inwoners (volkstelling 2010).